# Silly Symphonies
Silly Symphonies is een serie van 75 korte animatiefilmpjes die tussen 1929 en 1939 werden gemaakt door Disney. 
De meeste personages komen in niet meer dan één filmpje uit de serie voor, maar enkele hebben een vaste rol gekregen in de tekenfilms en strips van Disney. Dit geldt bijvoorbeeld voor Midas Wolf en Knir, Knar en Knor uit Three Little Pigs (1933) en voor Toby Tortoise (1935). Donald Duck verscheen voor het eerst in The Wise Little Hen (1934). Tokkie Tor maakte zijn opwachting in Bugs in Love (1932) en Hiawatha in Little Hiawatha (1937).

## Filmpjes
- The Skeleton Dance (1929)
- El Terrible Toreador (1929)
- Springtime (1929)
- Hell's Bells (1929)
- The Merry Dwarfs (1929)
- Summer (1930)
- Autumn (1930)
- Cannibal Capers (1930)
- Frolicking Fish (1930)
- Artic Antics (1930)
- Midnight in a Toy Shop (1930)
- Night (1930)
- Monkey Melodies (1930)
- Winter (1930)
- Playful Pan (1930)
- Birds of a Feather (1931)
- Mother Goose Melodies (1931)
- The China Plate (1931)
- The Busy Beavers (1931)
- The Cat's Out (1931)
- Egyptian Melodies (1931)
- The Clock Store (1931)
- The Spyder and the Fly (1931)
- The Fox Hunt (1931)
- The Ugly Duckling (1931)
- The Birds Store (1932)
- The Bears and the Bees (1932)
- Just Dogs (1932)
- Flowers and Trees (1932)
- King Neptune (1932)
- Bugs In Love (1932)
- Babes in the Woods (1932)
- Santa's Workshop (1932)
- Birds in the Spring (1933)
- Father Noah's Ark (1933)
- Three Little Pigs (1933)
- Old King Cole (1933)
- Lullaby Land (1933)
- The Pied Piper (1933)
- The Night Before Christmas (1933)
- The China Shop (1934)
- The Grasshoper and the Ants (1934)
- Funny Little Bunnies (1934)
- The Big Bad Wolf (1934)
- The Wise Little Hen (1934)
- The Flying Mouse (1934)
- Peculiar Pinguins (1934)
- The Goddess of Spring (1934)
- The Tortoise and the Hare (1935)
- The Golden Touch (1935)
- The Robber Kitten (1935)
- Water Babies (1935)
- The Cookie Carnival (1935)
- Who Killed Cock Robin? (1935)
- Music Land (1935)
- Three Orphan Kittens (1935)
- Cock 'o the Walk (1935)
- Broken Toys (1935)
- Elmer Elephant (1935)
- Three Little Wolves (1936)
- Toby Tortoise Returns (1935)
- Three Blind Mousketeers (1936)
- The Country Cousin (1936)
- Mother Pluto (1936)
- More Kittens (1936)
- Woodland Café (1937)
- Little Hiawatha (1937)
- The Old Mill (1937)
- Moth and the Flame (1938)
- Wynken, Blynken and Nod (1938)
- Farmyard Symphony (1938)
- Merbabies (1938)
- Mother Goose Goes Hollywood (1938)
- The Practical Pig (1939)
- The Ugly Duckling (1939)